# Machinery (De Staat)
Machinery is het tweede album van de Nijmeegse band De Staat en is de opvolger van het debuutalbum Wait For Evolution. Het werd uitgebracht in 2011.

## Bezetting
- Torre Florim - zang, gitaar
- Vedran Mircetic - leadgitaar
- Jop van Summeren - basgitaar, zang
- Rocco Hueting - percussionist, samples, theremin, toetsenist, zang
- Tim van Delft - drums

## Tracklist

### Cd
| Nr. | Titel                                    | Schrijver       | Duur  |
| --- | ---------------------------------------- | --------------- | ----- |
| 1   | Ah, I See                                | Florim          | 3:29  |
| 2   | Sweatshop                                | Florim/Kliphuis | 3:17  |
| 3   | I'll Never Marry You                     | Florim          | 3:02  |
| 4   | Old MacDonald Don't Have No Farm No More | Florim          | 4:02  |
| 5   | I'm A Rat                                | Florim          | 3:49  |
| 6   | Keep Me Home                             | Florim          | 4:35  |
| 7   | Tumbling Down                            | Florim          | 2:50  |
| 8   | Psycho Disco                             | Florim          | 3:16  |
| 9   | Rooster-Man                              | Florim          | 4:03  |
| 10  | Serial Killer                            | Florim          | 3:34  |
| 11  | Back To The Grind                        | Florim          | 5:05  |
|     |                                          | Totale duur     | 44:32 |